# Karla Sofía Gascón
Karla Sofía Gascón (ur. 31 marca 1972 w Madrycie jako Juan Carlos Gascón) – hiszpańska aktorka filmowa i telewizyjna, będąca  transkobietą.
Za tytułową rolę w filmie Emilia Pérez (2024) Jacques’a Audiarda otrzymała kolektywną nagrodę dla najlepszej aktorki na 77. MFF w Cannes, stając się pierwszą transpłciową laureatką tego prestiżowego wyróżnienia. Wraz z Gascón nagrodę przyznano również jej trzem koleżankom z planu filmowego: Selenie Gomez, Adrianie Paz i Zoe Saldañi. W roku 2025 została nominowana do Nagrody Akademii Filmowej.